# きんぎょ注意報!
『きんぎょ注意報!』（きんぎょちゅういほう）は、猫部ねこによる漫画作品、並びに本作品を原作とするテレビアニメである。少女漫画雑誌『なかよし』（講談社）にて1989年から1993年にかけて連載された。単行本全8巻。略称「きん注」。
2005年にはアニメ版のDVD-BOXの発売にあわせ読み切りの『きんぎょ注意報! リターンズ』がなかよしに掲載され原作コミックの新装版（全7巻）、2015年には『なかよし』60周年記念企画「なかよし60周年名作総選挙」結果の第1弾として復刻版が全8巻で発売された。

## 概要
漫画
都会育ちの学園に通っていたお嬢様である藤ノ宮千歳と、田舎育ちの中学校に通う中学生のわぴこたちの文化的落差から生ずる様々な軋轢を極端なまでに誇張している。場面によって登場人物がめまぐるしく「ちびキャラ」になったり、駆け足が「渦巻き模様」になったりするなどのギャグ漫画としての演出を盛り込んでいる。恋愛要素が薄く、まれに見られてもギャグに使われている。当時、『なかよし』で本作品オンリーの増刊号が出されるほどの人気を博した。
主な舞台が田舎（静岡県磐田市の辺り）ということもあり、人だけではなく動物も多数登場する。人に混じってウシやブタ・ニワトリが教室に登場したり、ピンク色の空飛ぶ金魚が登場したりするなど非現実的な部分が混ざった世界観が特徴。絵柄は後半になるにつれ線が太くなっていく。
アニメ
アニメ版は原作よりもやや低年齢向けで、若干ギャグが強い。また、登場人物の服装は例外はあるが基本は1パターンに固定されている。校舎のデザインも原作とは異なっている（原作では現実の中学校の様なデザインだが、アニメ版ではメルヘンチックなデザインである）。それ以外は概ね原作に忠実であるが、原作者の旧作品の登場人物、女教師、近くの女子校の生徒など女性キャラをかなり削っている。原作には少なかった千歳と葵の恋愛要素が入っているのは、シリーズ構成のまるおけいこが「ロマンチックなムードは入れていきたい」と希望したためである。
演出面では漫画のギャグ表現をそのまま導入した描写が多く、キャラが困った時などに頭から汗を表す巨大なしずくマーク（汗マーク）を出して困っている様子を表現するという手法をアニメで初めて使用した作品とされており、後のアニメ作品にも少なからず影響を与えた。佐藤竜雄も影響を受けたと述懐しており、佐藤が参加した『赤ずきんチャチャ』でも、同様の手法が積極的に取り入れられた。
視聴率は好調であり、フジテレビの裏番組『所さんのただものではない!』を終了に追い込む原因の一つにもなったほどだったが、予定通りの1年で円満終了となった。後番組は同じ『なかよし』原作の『美少女戦士セーラームーン』で、本作の監督だった佐藤順一など本作スタッフの殆どが続投しており、原作よりもギャグ要素が強くなったのは本作の影響とされる。
ポテチ
本作はポテトチップスの略称「ポテチ」を日本中に広めた作品として知られている。言葉自体は本作以前から存在しており、作者の猫部の出身、静岡県西部あたりでは使われていた。

## あらすじ
わぴこは「田舎ノ中学校」に通う女子中学生。遊びが大好きな彼女は、同級生の北田秀一、葵はもちろんのこと、牛や豚、鶏といった動物たちといつも大騒ぎ。勉強、大掃除、避難訓練といったものも全て遊びにしてしまうという恐るべき才能の持ち主である。
その田舎ノ中学に一人の少女が転校してくる。名前は藤ノ宮千歳。もともとは「都会ノ学園」に通うお嬢様だったが、実業家の父親の死と会社の倒産によって財産を失い、唯一家宝であり幸運を呼ぶピンクの空飛ぶ金魚「ぎょぴちゃん」だけを連れて転校してきたのだ。
田舎ノ中学は廃校寸前の貧乏中学で、牛や鶏などが生徒として机を並べるという学校であった。田舎ノ中学とその中学に通う奇妙にエネルギッシュな生徒たちという環境に、千歳はこれまでの生活との激しいギャップを感じる。
そんな中、田舎ノ中学に一人の男が現れる。藤ノ宮家の顧問弁護士である田中山であった。彼は、時価数億円という価値があるぎょぴちゃんを盗み、逃走しようとするが、わぴこによって阻止される。さらに田中山は、千歳の亡き父親が、生前千歳に遺していた遺産をくすねていた事が発覚し、千歳は田中山から遺産を取り戻す。千歳はその遺産で、田舎ノ中学を建て直すことを決意。「新田舎ノ中学校」とし、同校の理事長兼生徒会長となった。
新田舎ノ中学校を都会ノ学園に負けない知的で品のある校風の学校にしたい千歳だが、生徒は相変わらずで、手を焼く毎日を送るのだった。

## 新田舎ノ中学校
通称名イナ中。旧校名田舎ノ中学校。
設定上は旧校の田舎ノ中学校は長年赤字続きで廃校が決まっている学校なのだが、都会ノ学園から転校してきた藤ノ宮千歳が父の莫大な遺産を使って建て直し、新田舎ノ中学校となる。が、千歳自身が資金の個人目的での使用により前と変わらず赤字続きである。
牛や豚、鶏などいろいろな種類の動物と直に接触することにより自らの精神を鍛え、豊かな人間形成を進めると言う指導方針である(実はこれは、千歳のライバルの菅平由里香が学校に妨害したことに起因する騒動に対して入学希望者の動揺を抑えるために校長が放った方便である)。多くの生徒がギャグ顔でちびキャラである。
全校生徒は原作4巻第11話時点で400人弱（秀一談）。
指定された制服がないため、私服と制服の生徒が入り交じっている。生徒手帳はアニメ版で一度だけ発行している（生徒がいろいろ付け足したためにとても分厚いものとなり結局すぐに廃止されている）。
学校給食がある。

### 基本教育
季節ごとに様々な行事があり、体力測定や避難訓練なども学校行事として盛大に行う。授業は学習指導要領では中学3年生で習う平方根や三平方の定理を2年生で習う。
部活動は秀一曰く「うちに他人に誇れるような部活はない」との事。文化部は演劇部、めろん部、日本茶愛好会、おでんクラブなどがある。 なお、このうち演劇部は教育委員会主催の演劇発表会にて大日本演劇振興会特別賞（副賞今川焼段ボール1箱分）を受賞している。

### 学校関係者
- 藤ノ宮千歳 - 理事長兼生徒会長
- 校長先生

### 校内の主な施設
生徒会室
実質上千歳の個人部屋。ぎょぴちゃんの金魚鉢はここにある。校内でクーラーがついている数少ない部屋でもある。季節によって「バラの間」や「あじさいの間」と(千歳の気分により)呼び名が変わる。因みに、この部屋の電話機は原作第7話では黒電話、原作第8巻ではプッシュホンである。
校長室
生徒が掃除する場所の一つ。校内でクーラーがついている数少ない部屋でもあり、夏場は生徒（と言っても大抵はわぴこ達のクラス）が涼みに来ている。
購買部
焼きそばパンが一番人気。そのパンがアニメ版第6回「焼きそばパンを守れ」で千歳の命令で販売禁止になっており。その時には裏で高値で取引されている。
プール
サメさんの水槽代わりにもなっている。原作では2巻・第5話の最後の方に完成している。アニメ版では、なかよしの木を切り倒して建設しようとする千歳を、反対するわぴこ達の作戦によりなかよしの木の周りに建設させている。
音楽室
図書室
アニメ版の即席演劇部の回では演劇発表会で演技する物語はこの場所で決めている(校長先生の「年の功」により)。
アニメ版では校長先生の先祖がかいた預言書が発見されたが、書のある預言の内容を千歳達が勘違いしたことにより焼却されている。
視聴覚室
1巻と7巻に登場。業務用のビデオデッキや大型のモニターがある。
動物小屋
新田舎ノ中学校は校風になっている通り直に動物達や自然と接することができ、その動物達の小屋も存在する。しかし、千歳は当初、建設には反対の立場であった。そのせいで、学校の動物達は放し飼いにされてしまい、入学説明会の日に会場で暴走してしまい結局建設することになった。牛小屋、豚小屋、馬小屋などがある。牛小屋の近くにカフェなどが飲める小屋もあり、ウシの女生徒達がたびたび利用している。
クラブハウス
即席演劇部の回で登場。入居している部は基本教育を参照。
廊下
作中たびたび登場している。二階の廊下にはピンク電話がある（原作・4巻で溝口先生が校長先生の悩み相談の電話はこの電話からかけている)。
また、校舎の裏側に千歳の家がある。

### 周辺の施設
施設ではないが学校のすぐ近くに裏山がある。
- 都会ノ学園 - 新田舎ノ中学校からは歩いて行ける距離にある。浜松市千歳町周辺[2]
- 喫茶店 - わぴこ達の町には喫茶店が二つあり(バス通り沿いの店と商業ビルの二階に入居している店）、即席演劇部の回とウシ美闘争の回で登場したのはそのうちの一つ（前者）。ジャンボいちごショート（原作のみ登場）と言うインパクトのあるメニューがある。
- 市立図書館 - 原作の即席演劇部の回にて登場、演劇発表会で演技する物語はこの場所で決めている（秀一が喫茶店で具体的な演目をこの場所で決めようと提案している）。

また、アニメ版では銭湯も近くにあり、わぴこ達も週に1度通っている。

### その他
動物愛護団体から表彰を受けており、表彰状が校長室に演劇部のものとともに飾ってある。

## 登場人物
猫部の作品全体でみられる特徴として本作も登場人物の氏名に、作者の出身地である静岡県内の地名が多く使われている。

### 人間の生徒
わぴこ
声 - かないみか
主人公。いつも元気いっぱいで、そこら中を走り回っている中学2年生の女子。本名不明。常にセーラー服を着ている（時々私服になる）。
ピンク色のショートヘアの片側を結っており、原作では度々変わるがアニメでは正面向かって右側で固定。言葉遣いは原作では「〜ねーのさ」、アニメ版では「〜なのだ」。
千歳や民子より一回り小さい体型で、性格や言動も子供っぽい（原作で一度だけウシ子達に考え方が子供とからかわれている）。走れば自動車よりも速く、体力は折り紙付き。成績は悪いが、トラブルに対する対応は最も早い。記憶力も良く、動物たちと会話したり犬並みの嗅覚も持っている。また、味覚は50倍激辛カレーライスすら普通に平らげられてしまうなど人間離れしている。
極めて純粋で、失敗をしても決して挫けない前向きさと明るさ、人・動物関係なく誰とでも仲良くなれる人懐っこい性格（町中の殆どの猫と友達である）。特に千歳のことがお気に入りで、原作ではバレンタインデーのチョコレートケーキも最終的に千歳にあげている。
前述のとおり動物の言葉を理解することができる。この特殊能力によりサメさんとの交流や、原作4巻・第12話のウシ美騒動の発端にもつながった。
「はよ〜ん」や「ばいび〜」、「〜だよん」等といった独特の口調で喋る。ぽてち・キャルメラといったお菓子類や焼きそばパンが大好きで、将来の夢は「郵便屋さんのペンギンになる事」。生徒会では書記を務めている。新中学校で催しとして遠足を千歳に許可されなかったとき、クラス行事で遠足をするために学級委員に立候補している。その後、避難訓練大会を千歳が許可しなかったことに端を発した火事騒動の際は、千歳への罰ゲームとして、「避難訓練大会を認めること」に加え、「春と秋の2回、必ず遠足を学校行事として行うこと」などの要求を認めさせている。
あくどい行為に対しては毅然と立ち向かう強さも持っており、千歳が焼きそばパンの販売を禁止したことがきっかけで起きた「闇の焼きそばパン騒動」の際は、騒動の首謀者である不良牛を捕まえている。千歳に対しても「本当に悪いのはちーちゃんだよ！ちーちゃんが焼きそばパンを禁止したから、焼きそばパンが地下にもぐったんだよ！」と非難している。この時のわぴこは本気で怒っており、千歳や不良牛がわぴこの気迫に押されるほどであった。
藤ノ宮 千歳（ふじのみや ちとせ）
声 - 高田由美
わぴこの同級生で、新田舎ノ中学校の生徒会長兼理事長。
かつては都会ノ学園の生徒で、典型的な都会育ちのお嬢様。父親（声 - 屋良有作）の急死と会社の倒産がきっかけで財産を失ったために在学できなくなったものの、父親がもしもの為にと遺した財産（額にして数百億円）を手に入れる。財産を手に入れたことで都会ノ学園に復学することもできたが、復学せずに田舎ノ中を建て直すために財産を使うことを決意。これをきっかけに、事あるごとに都会ノ学園と対抗する。非常に理想家で新田舎ノ中を都会ノ学園を超える学園にしようと奮闘するも思い込みが激しく、またワガママで見栄っ張りでもある。理事長の立場やわぴこたちの協力を良い事に、しばしば周りを騒動に巻き込む。
日常的に大騒ぎするが騒ぎの元は本人だけでなく菅平由梨香の陰謀の標的となったり、わぴこたちの常識外れな行動の犠牲になる事も多い。巻き込む、巻き込まれるの差はあれ、騒動の中心にいる。騒動を解決するのは大抵わぴこであり、騒動の最後に酷い目に遭う事も多い。
これほど周囲を振り回しても自分に非がある時には反省し、意地っ張りにもかかわらず正しい事には必ず折れる実直な性格で文句は言われても見捨てられることはない。特にアニメ版は彼女中心に進行していく。
学校の風紀が乱れたり、わぴこたちの異常な行動に手を焼いたり気に入らない事があると、すぐに理事長命令を持ち出したり、大声で怒鳴って圧力を掛けるものの、最終的にはわぴこたちに押し切られてしまうのが常。わぴこたちのペースに慣れてしまったため、風紀に対してはあまりうるさく言わなくなったが、時には優しく声を掛けて油断させたり焼きそばパンで買収する「搦め手」も使えるようになっていく。しかし、焼きそばパンを用いない策略は、ほとんど葵に手の内を読まれてしまって失敗に終わっている。
都会ノ学園の菅平由梨香とは幼少期から仲が悪く（とはいえ千歳の母が園児時代に由梨香が泊まりに来たと発言するなど親交は深く、決して人間性を否定している訳ではない）、物語中にもしばしば対立している。作品中に二人が競ったものは原作だけでも3回（ミス・コンテスト、演劇、留学生の受け入れ先の取り合い）ある。千歳は普段から由梨香を毛嫌いをしており、由梨香が葵に惚れ込んでアプローチをするようになってからは「うちの生徒を引き抜こうとしている」と思い込み、田中山が由梨香が葵宛に書いた手紙持って来た際には手紙をその場で破り捨てたり、手紙に居場所が書いていたりするとそれを逆手にとって相手陣地に押しかけたりしている。そんな千歳だが由梨香との競争では卑怯な手を使うことはなく、個人又はわぴこ達と共に助け合いながら戦っておりお互い互角の勝負を見せている。またアニメ版では、怪獣映画に登場するヒロインが由梨香と同じ名前というだけでキレたこともある。
前述のように騒動で酷い目によく遭っており、劇場版ではぎょぴと仲良くなったぎょポが一匹100円であることや田中山が売っていたという理由（千歳は「田中山がぎょポを利用してぎょぴを誘拐しようとしている」と一方的に思い込んだ）でぎょぴとぎょポを引き離そうと強引な手段に出たことがわぴこたちに知られ、激怒したわぴこたちに本気で懲らしめられそうになったが、最終的にはぎょぴとぎょポの仲を認めた。
金髪のロングヘアで、他の女生徒が憧れるほどの美少女。葵の事を多少気にしてアニメ版では良いムードになる事もある。原作でも葵に民子の事をタイプじゃないのかと聞いて、全然と答えられホッとする等の気にしているシーンがある。
お嬢様育ちでありながら、我を忘れると自分の何倍も重量のある物を遠くに放り投げてしまうなど、凄まじい腕力もある。
大の負けず嫌いで、由梨香以外にも、葵や不良牛にバカにされれば、見返そうと奮起し、猛特訓をする努力家。わぴこからも「ちーちゃんは頑張り屋さんだもん！」と評されている。
愛称「ちーちゃん」。初期の頃は、「〜は私」等のセリフの後「たわし?!」とボケられることがあった。
誕生日は７月２８日、血液型はA型（”ぎょっぴ～ん生徒手帳”の付録より）。
北田 秀一（きただ しゅういち）
声 - 塩屋翼
わぴこの同級生で、新田舎ノ中学校の副生徒会長。葵に無理やり学級委員を兼任させられた。学園一の秀才でテストでも基本的にトップ。医者の息子である。
生徒会を実質切り盛りしており、予算を千歳に使われてしまうことに常に頭を悩ませている。生徒会費の事になると感情的になる。詰襟学生服やセーター、開襟白ワイシャツなど制服風のものを着ている。
常に穏やかかつ冷静沈着で、トラブルを平和的に解決できる。クラスの皆が授業をサボっていても、本人は真面目に取り組んでいる。本気で怒ると怖い。真面目だが友達思いであり、「授業ぬけだし秘（まるひ）作戦」では皆と協力して授業中に生徒が抜け出す手助けをしていた、クラスの人気者である。
わぴこたち旧田舎ノ中以来のメンバーに対する理解も深く、千歳による「都会ノ学園に対抗出来る理想の学校」という考えに対しても大凡では理解を示しているものの、生徒会入りを求められた際には交換条件として葵とわぴこも生徒会に入れるよう求めるなど、旧田舎ノ中の雰囲気も引き続き残していく姿勢を見せる。
普段騒がしいクラスに在籍しているため、静かなクラスでは落ち着いて勉強できない一面があり、千歳のママがクラス替えをした時は直後のテストで全科目0点だった。
普段は千歳に押し切られてしまう場面が多いが、アニメ33話「ぎょぴちゃんのお買い物」で、千歳が生徒会費を使ってイギリス製のティーセットを買った際は大激怒し、「この品物は質屋に入れておきます！」と、千歳に反論の余地を一切与えなかった。しかし、彼自身も原作第7話では、押し付けられた喫茶店の代金を後で生徒会費から引いている（そもそもこのようなことになったのは、千歳が原因でもあるのだが）。
愛称「秀ちゃん」、葵からは「秀ボー」(原作初期は秀一と呼んでいる)。民子からは「シロナガスクジラさん」と呼ばれている。
葵（あおい）
声 - 飛田展男
わぴこの同級生で、授業中もサングラスをしているなど、不良風だが、生徒会会計をしている。愛称「葵ちゃん」。
学校をしょっちゅうサボり、バーゲンに行く。バーゲンには目がなく、これを生きがいとしている。スポーツは万能だが、8歳の頃プールで溺れて以来、水泳は全くダメ。わぴこや秀一の幼馴染で非常に親しくしている。千歳とは出会って以来、ケンカばかりだが一方で彼女の性格を非常によく把握している。わぴこや千歳をコントロールできる数少ない人物だが食べ物（主に焼きそばパン）に弱い。機転が利く。
美少年なため、由梨香に好意を寄せられているが、本人は迷惑している（しかし、彼は由梨香の下で動いている田中山にいくら悪事をされても怒ったりしていない）。
海野 民子（うみの たみこ）
声 - 三浦雅子
2年E組に所属するポニーテールの少女。ちびキャラではない。
不良牛に絡まれていたところを秀一に救われた経験から彼に想いを寄せている。あらゆる事象を海の生き物に例える癖がある。またかなり賢い方で、学校でもトップクラスの成績だが、少しヌケているところがある。好きな料理かつ得意な料理は冷奴。
アニメと原作で大幅に性格が違っている上、原作で登場している部分がアニメ版でカットされていたりする（第27話サメさん大パニックなど）。
マイケル
声 - 菊池正美
巨大な顔とつぶらな瞳の生徒で、ちびキャラの一人。無駄に目立って殴られて吐血する事が多い。白いギターを愛用している。1970年代っぽい空気を持っており、それが原因で場の空気を乱すことがある。部員が13頭の牛のみの演劇部の部長。 味噌ラーメンが好物（しょうゆ味が好きとも言っている）。
原作ではモブキャラの一人として大分前から存在しており、初登場でその旨をアピールしていた。美人コンテストの商品目当てで女装してまで出場したが一瞬で退場にされた。実は成績は良いほうで、千歳のママがクラス替えをした際には成績優秀のクラスにいた。彼にそっくりの顔をした妹が3人いる。また、男性誌のガールハント必勝法のコーナーで彼らしき人物が講師をしている(原作2巻4話)。
原作ではポーカーフェイスだが、アニメ版では笑った顔がしばしば見られる。
文太（ぶんた）
声 - 浦和めぐみ
男子生徒の1人。坊主頭。
登場頻度は主要4生徒（わぴこ、千歳、秀一、葵）とぎょぴ以外では高い方であり、発言も多い。作中では葵と一緒にいることが多い。
アニメ版では第17話「作れ!イナ中プール」で、千歳がプール建設の為給食費を削り、貧相なものになってしまったことに対して「農作業に支障が出る」と文句を言っていた。
三太（さんた）
声 - 中友子
男子生徒の1人。
るみこ
声 - 瀬戸真由美
女子生徒の1人。お下げ頭。初期にはほとんどセリフがなかった上、作中に名前が出てくるのが遅かったが、人気投票(女の子部門)では6位と好成績だった。
朱子（あけこ）
声 - 國府田マリ子
女子生徒の1人。おかっぱ頭で眼鏡をかけている。料理が得意である。原作では彼女が主役の回があり、その時に弟が登場している。アニメ版に似たデザイン（彼女からメガネをとったデザイン）のモブキャラが登場するが、同一人物かは不明。
 ?（名無し）→果名 賢太（はてな けんた）
名前の無いモブキャラの一人だが、人気投票(男の子部門)では7位という好成績だった。あるエピソードで自己紹介の時に「?でーす」と名乗り、初めて名無しであることに気付いて驚愕していた。その後、彼が主役の回で名前をつけてもらっていた。その際に「苗字もあるんだぞ」と得意げになってる最中、わぴこと葵はうろたえていた（先述の通り二人には苗字が付けられてないので）
なお、2年B組の生徒は主要4生徒以外は全員ちびキャラで、小学生のような容姿である。

### 教諭
校長
声 - 宮内幸平
新田舎ノ中学校校長。頭に謎の触角を持っていて、それにより（?）カタツムリと言葉を交わすことができる。ちびキャラの一人。
あだ名の生徒名簿を作ったり、全校集会での「校長先生の話」でウケを狙って芸を披露してみたり、遠足で都会ノ学園の敷地内に勝手に入り率先して缶蹴りを始めたりとユニークな行動が目立つ。校内限定で電話で「なやみ相談室」を運営しており、溝口先生も匿名で使ったことがある。
期末試験が近づいていて皆が構ってくれないからと、生徒たちのお菓子を盗んだことがある。また、独断で購買部にわらび餅を頼んで置いて貰った事があったり、小里先生目当てで勝手に音楽の授業を参加したこともある。ドクター大橋と警ちゃんとは仲の良い友達で、2人には「校ちゃん」と呼ばれている。
得意技は「ぎょーざ!」で、耳を折り曲げた形が餃子に似ている。
猫部ねこの短編に兄弟と見られるキャラクターとその孫が出る話がある。
溝口（みぞぐち）
声 - 小林俊夫
わぴこたちのクラスの担任。ちびキャラなので、背が低い。千歳の母に初めて声をかけられたときには、｢ねぇ、ぼく〜」と言われている。泣き虫。
クラスの無法ぶりに憤慨し、高得点を取れない生徒に対して補習を行わせようとしたがわぴこが満点を取ったため阻止された。生徒を上手く統制できない不甲斐無さ、クラス平均の成績の極端な悪さ等を他の担任にぼやく事もあった。ついには24話後半、「授業ぬけだし秘（まるひ）作戦」では校長に生徒への不満を理由に辞表を提出するエピソードもあった。
後に千歳のママがクラスを改編した時に干されてしまった事もあり、作品中ではかなり不幸な目に遭っている。しかし暴行を受ける事はほとんどない。
小里（こざと）
新田舎ノ中の音楽教師。ちびキャラではなく、美人。スーパーファミコン用ソフト『きんぎょ注意報！とびだせ！ゲーム学園』では学芸会や社会の授業で登場する。
暇な時には畳の目をかぞえており(夜が明けるまでに二十八億九千七百六十五個まで数えたという)、その話を聞いた校長先生らは忍耐強いと感心していた。

### 動物
ぎょぴ
声 - 松島みのり
藤ノ宮家に先祖代々伝わる時価数億円の金魚。名前はピンクのきんぎょだから。海でも泳げ、空も飛べる。さらには人間の言葉を話すこともできる。
ぽてちが大好物だが、50倍激辛カレーライスを普通に平らげてしまったこともある。普段はわぴこと一緒にいる方が多いが、飼い主の千歳との絆も深い。
特技は文字通り手のひらに乗る『手乗りきんぎょ』（千歳からは「つまらなくてしょーもない」という理由であまり快く思われていない）、わぴこの吹くホルンに合わせて踊る『ぎょっぴーダンス』。
ミーコ
声 - 瀬戸真由美
猫の一匹。ぎょぴとは仲が良い。わぴこ達のクラスには、室内での遊びの一つにミーコ積みという遊びがある(発案者不明)。
イナちゃん
声 - 中友子
豚の一匹。言葉を話すことができ、アニメ版の第38回、「いとしの不良牛様」では、不良牛に焼きそばパンを渡そうとした猫とぶつかった際に廊下は走るなと注意している。また、イナちゃん積みという遊びがある。
ウシ子
声 - 瀬戸真由美
牛の一頭。
ウシ男（牛男とも表記）
声 - 小林俊夫
ウシ子の幼馴染で彼氏。
不良牛
声 - 掛川裕彦
牛の一頭。その名の通り不良な牛、途中から牛の代表として登場する事が多くなる。
焼きそばパンが大好物（焼きそばパンをカツアゲしようとしていた描写もある）。ニンジンが苦手だったが後に克服した。学園では最強の部類に位置している。千歳のママや由梨香によってあっさり買収されたりする等、あくどい。一時期我侭がすぎたためクラスから干されていた。実は高所恐怖症。原作初登場時（2巻・第5話）は大阪弁で喋っていた。
千歳が焼きそばパンを禁止したことに端を発した「闇の焼きそばパン騒動」を引き起こした張本人でもある。激怒したわぴこに全てを暴かれ、白日の下にさらされた際、笑ってごまかそうとしたため、わぴこに一喝されている。
ウシ美
声 - 原えりこ
不良牛たちのアイドル。
秀一に片想いしていたが振られている。民子とはライバル関係にあたるが、バレンタインデーにはチョコレートを合作して一緒に渡そうとしたり（この行動に対してウシ子はよく思っていない。）と仲が良い、牛達の中で模様の色が唯一紫色である、喧嘩が嫌い。
サメさん
声 - 龍田直樹
新田舎ノ中学のプールで飼育しているサメ。ぎょぴの親友。
元々沖近くの島の洞穴に住み（次郎談）海水浴場跡をうろついていたが、海に迷い込んできたぎょぴをお茶に誘ったことを機にわぴこたちと仲良くなり、新田舎ノ中学のプールで生活することになった。海にいたときは「人食いザメ」のレッテルを貼られ、みんなに嫌われていることで落ち込んでいた。本人曰く、ぽてちしか食べない。怒らせるとジョーズ顔負けの勢いで襲ってくる。
一度田中山の策略に引っ掛かり、背ビレを奪われそうになったがぎょぴの活躍で阻止された。
ぎょポ
声 - 佐久間レイ
劇場版に登場した、ぎょぴのガールフレンド。田中山が一匹100円で売っていた金魚の売れ残り。身体が黄色でリボンをつけている。空は飛べない。
ひょんなことからぎょぴと出会うが、100円であることや田中山が売っていたという理由で千歳がぎょぴと強引に引き離そうとした。その後、わぴこたちに危うく懲らしめられそうになった千歳に言いくるめられてヨーロッパまで島流しにされそうになったが、田中山の話から真相（ぎょポはぎょぴに「嫌い」と言ったが、それは千歳が彼女なりにぎょぴを思うがゆえに言わせたものであり、ぎょポの本心ではないということ）を知ったわぴこたちの協力もあって、晴れてぎょぴの正式なガールフレンドになった。もちろん千歳も二人の仲を認めることとなった。
原作には登場しない（2巻・5話に彼女に似た魚が登場している）が、ぎょぴちゃんとともに描かれる事はあった。また、一度ドクター大橋がぎょぴとぎょポを間違えたこともある。
フォスティール・キャオル
マイケルが飼っている猫。かなり乱暴で、マイケルを吹っ飛ばすほど強い。原作では恋猫のヴィヴィアンと結婚するため、飼い主のマイケルの元から立ち去った。
政治に関心があり、ヴィヴィアンに日米貿易摩擦について意見を語っている描写がある。
彼が立ち去った後の5巻にフォスティール・キャオル2世が登場している。

### 都会ノ学園
超エリートかつ、お嬢様学校。藤ノ宮千歳が転校前に通っていた中学で、校内は高級な洋館のような雰囲気。入学の第一条件が金持ちであることで、作品中に登場する生徒は全員金持ちである。
菅平由梨香が生徒会長を務め、浅羽が副会長。部活動は盛んで、時々テレビで紹介されたこともある。制服は、男子が薄水色でボタンのない海軍服風詰襟、女子が緑色のセーラー服（アニメ版では夏服は白が基調となっている）。風紀にとても厳しく、中央委員会に管理されている。
作品中では千歳ひいては新田舎ノ中とよく敵対するポジションだがわぴこには敵わず、毎度酷い目に遭わされる。実は新田舎ノ中から歩いていける距離にある。
菅平 由梨香（すがだいら ゆりか）
声 - 潘恵子
都会ノ学園の生徒会長で、千歳の幼馴染かつライバル。千歳に負けず劣らずの意地っ張りで千歳をライバル視し、部活動や催し物などを通して度々新田舎ノ中に挑戦しては酷い目に遭っている。また、藤ノ宮家の顧問弁護士だった田中山を使って千歳や新田舎ノ中に陰謀を巡る。つまらない事でも一々千歳に嫌味を言いに来たり、スポーツで対決するなど公私共に様々な形で張り合う。陰謀では千歳のママの方が数段上で巻き添えになることも。
都会ノ学園では上手く生徒会を取りまとめたり、学校の風紀に気を配るなど学園のために尽力している。千歳に劣らないほどの美少女で取り巻きの女生徒（主に登場する取り巻きは眼鏡をかけた三つ編みの女子とおかっぱ頭の女子の二人）もいる。学園内での人間関係の描写は無いが、田中山によると「恨みを買っている」そうである。
葵に一目惚れしてからは彼にゾッコン。葵を振り向かせるためなら、バーゲン好きな葵のために魚屋でアルバイトなど、色々なことをやる。しばしば陰謀の動機にもなる。
ファミコン用ソフト『なかよしといっしょ』ではボスキャラクターとして登場する。
田中山（たなかやま）
声 - 掛川裕彦
（元）藤ノ宮家顧問弁護士→由梨香の雑用係。ちびキャラの一人。常に新田舎ノ中を陥れるために暗躍しているが、あまり役に立たない。逃げ足は速いが、わぴこには負けている。
千歳の財産を騙し取ろうとしたり、転売目的のためにぎょぴちゃんを盗むなどの窃盗や不法侵入などを何度も犯しているが、その都度阻止されている。由梨香にいつもひどい目にあわされているためか、時には由梨香にささやかな仕返しをする。
都会ノ学園では、廊下でご飯を食べていたのを中央委員会に見つかり連行された。
作品中でよくご飯を食べている。50倍激辛カレーライスを「天国みたいなもの」と言っていた（しかし失態を犯して由梨香に解雇させられそうになったとき、ただ飯が食えなくなるとも言っている）。
劇場版でもぎょぴを狙うなど相変わらずだが、ぎょぴとぎょポの恋を成就させる上で重要な役割を担うこととなった。
浅羽（あさば）
声 - 小野坂昌也（第3話のみ）→柏倉つとむ
都会ノ学園の生徒会副会長。原作では1話のみの登場だがアニメではちょくちょく姿を見せる。
千歳と親しかったが貧乏が嫌いで、千歳が都会ノ学園を去る時あっさり縁を切った。金や学歴で人を判断するところがあり、千歳が親の遺産で貧乏ではなくなったことを知るとよりを戻そうとした。葵を一方的にライバル視している。
自己中心的な性格で、千歳らが激しく嫌悪感を示しても人の話をまともに聞かず自分の都合のいいように解釈してしまうので呆れられている。
「青バラの君」に変装をして、自ら仕組んだ災難から千歳を守り、メロメロになったところで正体を明かし、千歳とよりを戻すという計画を考えたが、わぴこたちに阻止された。
加藤 高広（かとう たかひろ）
声 - 松野太紀
都会ノ学園中央委員長。愛称「タカピー」。ちびキャラの一人。都会ノ学園生徒の中では、由梨香や浅羽と比べると良識的な性格。
わぴこに一目惚れし、何度かわぴこにアタックをかけているが、成就には至っていない。智恵子という妹がおり（後述）、彼の恋が実る事を応援している。
一度都会ノ学園を退学して新田舎ノ中学に転校したが、「キチキチ」という言葉の行き違いですぐに戻った(なお、アニメ版ではこの回以降、菅平に付き添う中央委員｟菅平と男女中央委員1名ずつの場合。｠に本来であれば彼がいる場所に別の男子生徒が入っている)。おまじないでわぴこを自分の物にしようとした。都会ノ学園の「ビデオコンクール」に応募するために本人や新田舎ノ中学関係者の了解を得ずに、わぴこの「自然な姿」や校内の風景を撮影したことがある。
日記帳をつけている(原作第4話)が、描写を見る限り字はお世辞にもうまいとは言いにくい字体である。

### その他
千歳のママ
声 - 吉田理保子
「スイス療養中」を自称するが、その割りには、しょっちゅう新田舎ノ中学を訪問し、悪さばかりする。訪問時にはスイス土産ではなく、静岡県や名古屋近郊の土産を持参する。
一時期理事長の権限を千歳から奪おうと、その地位を巡って千歳と選挙を戦ったが、わぴこらが最終的には千歳に投票すると公言した為、投票前に逃亡した。
警ちゃん
声 - 石森達幸、茶風林
ちびキャラの警察官。校長、ドクター大橋と幼馴染。謎の触角トリオの1人。
ドクター大橋（おおはし）
声 - 玄田哲章→平野正人
ちびキャラの医者。校長、警ちゃんと幼馴染。謎の触角トリオの1人。自称「名医」あるときは「恐竜研究家」。
実は、同じく医者である北田秀一の父親と知り合いで、初登場時には秀一と世間話をしようとした。アニメ版で、本業である医者の仕事を休み、恐竜がいるとされる湖で張り込みをしたこともある。
次郎
声 - 佐藤智恵
民子の従兄弟。小学6年生。両親が海水浴場の近くで海の家を経営している。将来、漁師になって民子を嫁に貰いたいと言っている。民子に好感を持たれている秀一にライバル心を抱いており、夜に民子と良いムードになっている所を脅かしたり、夜釣りで釣ったクラゲを使ってイタズラするなどしている。しかし、ぎょぴが行方不明になり民子が責任を負いそうになった時には民子を庇い、責任を取ろうとした。その上、ぎょぴの捜索には自身の舟（筏）を出したり、ぎょぴの救出作戦を発表したりと行動力や分析力を発揮した(これらの行動が、民子にいい印象を与えている)。
原作で登場した部分がアニメ版ではカットされている所（第27話サメさん大パニック）がある。
ヒナコ
猫部ねこの短編『HINAKO』に登場する女の子。本名は不明。短編の中でドクター大橋の「大橋医院」に看護師として就職した。ドクター大橋にはヒナコ君と呼ばれている。
大橋医院が登場するエピソードで時々登場する。特技はアイスの早食い。また、何かの図鑑に載っているらしい。
和宮 奈々子（かずのみや ななこ）
K女学院の生徒。ちびキャラではなく、美少女。千歳を慕っている。自己中心的な性格で、友達は少ないが学校での発言力は大きい。天然ボケ。愛称「奈々ちゃん」。
三室 万理（みむろ まり）
K女学院の生徒。ちびキャラではない。奈々子の親友。しっかり者で真面目な性格。愛称「万理ちゃん」。
加藤 智恵子（かとう ちえこ）
声 - 柿沼紫乃
K女学院の生徒。タカピーの妹にして、ちびキャラである。奈々子と万理のクラスメイト。学級委員を務めている。兄思いで性格が堅く、真面目。
○○会会長
何かの会の会長として登場する白いひげのおじいさん。ちびキャラの一人。
「全日本花火広めちゃうよ〜ん協会」「大日本演劇振興会」「大日本芸術爆発協会」などの会長として度々登場する。
勝負の判定を下すときなどでは、どの場合も曖昧な持論を述べて、結局引き分けのような判定で一件落着させるという共通点がある。
ペンギンの郵便屋さん
わぴこの将来の夢でもある「郵便屋のペンギン」。猫部ねこの漫画に大体登場するペンギンで、郵便配達が出来る利口なペンギン。
本作に登場するこのペンギンは、ちゃんと局員全員がペンギンの郵便局に勤務しており、新田舎ノ中周辺の地域の郵便配達を行っている。
自動車やヘリコプターを操縦できたり、人間の文字を読み書きできる。また、アニメ版では手紙を届ける際「郵便〜」と言葉を発することもある。
ペンギンの所属する郵便局は、地元で我慢大会などのイベントを企画したりと、地域に密着した経営を行っている。
わぴこが憧れているため、わぴこの元気がないときに、本当はただの虫歯をドクター大橋の誤診で恋の病と勘違いした千歳たちに連れて来られた多くの男性と動物の中にタカピーとともに混じっている。
北条 高明（ほうじょう たかあき）
猫部作品『ペンギン探偵団』の舞台である「筆銀学園」の生徒会長。「P学園連盟」というエリート学校の集まりに新田舎ノ中を加盟させようとやってくる。原作3巻・7話で、演劇発表会を主催した（アニメ版では教育委員会が主催し、参加の目的も異なっている）。「P学園連盟」の誘いに秀一が疑問を持っているのを見て、顔をしかめていたため、何か裏があったようだが混乱を収拾できずに終わった為に不明。なお、都会ノ学園はこの連盟に加盟しており、菅平由梨香とも面識がある。わぴこに頼まれ、2回目の新田舎ノ中訪問の時にペンギンを連れてきた。
織田 政子（おだ まさこ）
「筆銀学園」の生徒副会長。原作3巻・7話で北条らと共に登場したが、『ペンギン探偵団』に比べて登場頻度は少なめである。
なお、『ペンギン探偵団』の他の登場人物も稀に登場している。

## テレビアニメ
1991年1月12日から1992年2月29日にかけてテレビ朝日系列（ただし一部系列局除く）で土曜日の19:00-19:30に放送された。全54回（108話）。
2008年8月から「東映アニメBBプレミアム」で全54回（108話）の動画が配信。
2020年にはアニメ版のBlu-ray BOXが発売された。

### スタッフ
- 原作 - 猫部ねこ（講談社『なかよしKC』刊）[7]
- プロデューサー - 太田賢司（テレビ朝日）、籏野義文、東伊里弥
- 製作担当 - 樋口宗久
- シリーズ構成 - まるおけいこ
- 音楽 - 有澤孝紀[7]
- キャラクターデザイン - 入好さとる[7]
- 美術デザイン - 椋尾篁
- 美術 - 窪田忠雄
- シリーズディレクター - 佐藤順一[7]
- 製作担当 - 樋口宗久
- 特殊効果 - 山本公、中島正之
- 撮影 - 福田岳志、三晃プロダクション
- 編集 - 吉川泰弘
- 録音 - 立花康夫
- 効果 - 今野康之（スワラプロダクション）
- 選曲 - 佐藤恭野→茅原万起子
- 記録 - 原芳子、樋口裕子、梶本みのり
- 製作進行 - 田中雅史、まつもとただお、宇田鋼之介、南渡家成沙
- 演助進行 - 田中雅史、五十嵐卓哉
- 美術進行 - 田村晴夫
- 広報 - 森田兆基（テレビ朝日）
- 現像 - 東映化学
- 制作 - テレビ朝日、東映エージェンシー、東映動画

### 各話リスト
| 回 | サブタイトル                           | 脚本         | （絵コンテ） 演出     | 作画監督   | 放送日         |
| -- | -------------------------------------- | ------------ | --------------------- | ---------- | -------------- |
| 1  | 転校少女藤ノ宮千歳!                    | まるおけいこ | 佐藤順一              | 入好さとる | 1991年 1月12日 |
| 1  | みんな集まれ! ピンクの金魚の楽しい学校 | まるおけいこ | 佐藤順一              | 入好さとる | 1991年 1月12日 |
| 2  | 新田舎ノ中スパイ作戦                   | まるおけいこ | （佐藤順一） 梅澤淳稔 | 小山知洋   | 1月19日        |
| 2  | 消えたぎょぴちゃん                     | まるおけいこ | （佐藤順一） 梅澤淳稔 | 小山知洋   | 1月19日        |
| 3  | 遠足に行きたーい!                      | 影山由美     | 山吉康夫              | 夏目久仁彦 | 1月26日        |
| 3  | わくわくカンケリ大会                   | 影山由美     | 山吉康夫              | 夏目久仁彦 | 1月26日        |
| 4  | 恋する♡タカピー                        | 松井亜弥     | 幾原邦彦              | 松本勝次   | 2月2日         |
| 4  | お嬢様修業は茶道で                     | 松井亜弥     | 幾原邦彦              | 松本勝次   | 2月2日         |
| 5  | バレンタインチョコ禁止令               | まるおけいこ | 遠藤勇二              | 八幡正     | 2月9日         |
| 5  | ひなん訓練大会                         | まるおけいこ | 遠藤勇二              | 藁谷均     | 2月9日         |
| 6  | 焼きそばパンを守れ                     | 麻尾るみこ   | 梅澤淳稔              | 小山知洋   | 2月16日        |
| 6  | ちーちゃんに鈴を                       | 麻尾るみこ   | 梅澤淳稔              | 小山知洋   | 2月16日        |
| 7  | 愛と涙の個人面談                       | 中弘子       | 佐藤順一              | 小山知洋   | 2月23日        |
| 7  | わぴこ満点をとります                   | 中弘子       | 佐藤順一              | 入好さとる | 2月23日        |
| 8  | おまじないにご用心                     | 麻尾るみこ   | 遠藤勇二              | 松本勝次   | 3月2日         |
| 8  | 由梨香と千歳が姉妹（きょうだい）!?     | 麻尾るみこ   | 遠藤勇二              | 松本勝次   | 3月2日         |
| 9  | 制服なんて大キライッ                   | 影山由美     | 山吉康夫              | 夏目久仁彦 | 3月9日         |
| 9  | 忘れちゃだめよの日                     | 影山由美     | 山吉康夫              | 夏目久仁彦 | 3月9日         |
| 10 | ぎょぴちゃんの家出                     | 中弘子       | 梅澤淳稔              | 八幡正     | 3月16日        |
| 10 | トイレはふたりで                       | 中弘子       | 梅澤淳稔              | 藁谷均     | 3月16日        |
| 11 | 大そうじは楽しいよ                     | まるおけいこ | 佐藤順一              | 小山知洋   | 3月23日        |
| 11 | ちーちゃんデートする                   | まるおけいこ | 佐藤順一              | 安藤正浩   | 3月23日        |
| 12 | お花見は仲良く                         | まるおけいこ | 遠藤勇二              | 松本勝次   | 3月30日        |
| 12 | 葵ちゃんのキスは五百円!?               | まるおけいこ | 遠藤勇二              | 松本勝次   | 3月30日        |
| 13 | わぴこ流テニス必勝法                   | 麻尾るみこ   | 幾原邦彦              | 入好さとる | 4月6日         |
| 13 | 楽しいキャンプ料理                     | 麻尾るみこ   | 幾原邦彦              | 入好さとる | 4月6日         |
| 14 | 体力測定でヤセちゃえ                   | 影山由美     | 梅澤淳稔              | 只野和子   | 4月27日        |
| 14 | 不幸の手紙はこわい                     | 影山由美     | 梅澤淳稔              | 松下浩美   | 4月27日        |
| 15 | 忘れものゆるしません                   | 中弘子       | 山吉康夫              | 夏目久仁彦 | 5月4日         |
| 15 | 試験なんかヘッチャラ                   | 中弘子       | 山吉康夫              | 夏目久仁彦 | 5月4日         |
| 16 | 夢見る少女ちーちゃん                   | まるおけいこ | 岡佳広                | 八幡正     | 5月18日        |
| 16 | スケバンおわぴ登場                     | まるおけいこ | 岡佳広                | 藁谷均     | 5月18日        |
| 17 | ちーちゃん先生になる                   | 中弘子       | 佐藤順一              | 安藤正浩   | 5月25日        |
| 17 | 作れ!イナ中プール                      | 中弘子       | 佐藤順一              | 青山充     | 5月25日        |
| 18 | ハハハのマイケル                       | 渡辺誓子     | 遠藤勇二              | 松本勝次   | 6月1日         |
| 18 | おかしな花咲かじいさん                 | 渡辺誓子     | 遠藤勇二              | 松本勝次   | 6月1日         |
| 19 | 究極おやつが食べたい                   | まるおけいこ | 梅澤淳稔              | 只野和子   | 6月8日         |
| 19 | ドッジボールで青春                     | まるおけいこ | 梅澤淳稔              | 松下浩美   | 6月8日         |
| 20 | ぎょぴゼルとグレテル牛                 | 麻尾るみこ   | 佐藤順一              | 入好さとる | 6月15日        |
| 20 | ぽてち誘かい事件                       | 麻尾るみこ   | 幾原邦彦              | 入好さとる | 6月15日        |
| 21 | ゴルフで遊んじゃえ!                    | 松井亜弥     | 山吉康夫              | 夏目久仁彦 | 6月22日        |
| 21 | タカピーきちっと大作戦                 | 松井亜弥     | 山吉康夫              | 夏目久仁彦 | 6月22日        |
| 22 | わぴこの元気ロック                     | まるおけいこ | 佐藤順一              | 八幡正     | 6月29日        |
| 22 | ちーちゃん、どっか変                   | まるおけいこ | 佐藤順一              | 藁谷均     | 6月29日        |
| 23 | 葵ちゃんはアイドル                     | 中弘子       | 梅澤淳稔              | 安藤正浩   | 7月6日         |
| 23 | わぴこ理事長になる?                    | 中弘子       | 梅澤淳稔              | 安藤正浩   | 7月6日         |
| 24 | 雨のち晴れのち盆踊り                   | 麻尾るみこ   | 遠藤勇二              | 松本勝次   | 7月13日        |
| 24 | 授業ぬけだし（秘）（まるひ）作戦       | 麻尾るみこ   | 遠藤勇二              | 松本勝次   | 7月13日        |
| 25 | ぎょぴちゃんの初恋                     | 松井亜弥     | 幾原邦彦              | 只野和子   | 7月20日        |
| 25 | ぶっとび花火大会だよ                   | 松井亜弥     | 幾原邦彦              | 松下浩美   | 7月20日        |
| 26 | やってきた美少年軍団                   | まるおけいこ | 山吉康夫              | 夏目久仁彦 | 7月27日        |
| 26 | 肝だめしではっぴい                     | まるおけいこ | 山吉康夫              | 夏目久仁彦 | 7月27日        |
| 27 | 海辺の恋は乙女チック                   | 中弘子       | 佐藤順一              | 青山充     | 8月3日         |
| 27 | サメさん大パニック                     | 中弘子       | 佐藤順一              | 青山充     | 8月3日         |
| 28 | 謎の怪獣イナッシー                     | 松井亜弥     | 遠藤勇二              | 松本勝次   | 8月10日        |
| 28 | クーラクラがまん大会                   | 松井亜弥     | 遠藤勇二              | 松本勝次   | 8月10日        |
| 29 | ちーちゃんの大ポカ                     | 麻尾るみこ   | 梅澤淳稔              | 入好さとる | 8月17日        |
| 29 | 大好き!田舎のお祭り                    | 麻尾るみこ   | 梅澤淳稔              | 安藤正浩   | 8月17日        |
| 30 | 宿題には宿題だよん                     | まるおけいこ | 幾原邦彦              | 松下浩美   | 8月24日        |
| 30 | お嬢様こそバカンスよ                   | まるおけいこ | 幾原邦彦              | 只野和子   | 8月24日        |
| 31 | ふーわふわ気球旅行                     | 中弘子       | 山吉康夫              | 夏目久仁彦 | 8月31日        |
| 31 | お嬢様は夏カゼをひく                   | 中弘子       | 山吉康夫              | 夏目久仁彦 | 8月31日        |
| 32 | 売れっ子ぎょぴちゃん                   | まるおけいこ | 佐藤順一              | 青山充     | 9月7日         |
| 32 | 千歳のすごーいママ                     | まるおけいこ | 五十嵐卓哉            | 青山充     | 9月7日         |
| 33 | ぎょぴちゃんのお買物                   | 中弘子       | 梅澤淳稔              | 松本勝次   | 9月14日        |
| 33 | 台風の夜は怪談だよ                     | 中弘子       | 梅澤淳稔              | 松本勝次   | 9月14日        |
| 34 | 人質ちーちゃん                         | 松井亜弥     | 遠藤勇二              | 安藤正浩   | 9月21日        |
| 34 | タマゴ誰の子わぴこの子?                | 松井亜弥     | 遠藤勇二              | 安藤正浩   | 9月21日        |
| 35 | 見舞いメロンでメロメロ                 | まるおけいこ | 岡佳広                | 只野和子   | 9月28日        |
| 35 | 葵ちゃんは王子様                       | まるおけいこ | 岡佳広                | 松下浩美   | 9月28日        |
| 36 | 葵ちゃんの恋人は誰?                    | まるおけいこ | 山吉康夫              | 夏目久仁彦 | 10月12日       |
| 36 | ぎょぴの泥棒たいじ                     | まるおけいこ | 山吉康夫              | 夏目久仁彦 | 10月12日       |
| 37 | 冷蔵庫の中の宝もの!?                   | 中弘子       | 梅澤淳稔              | 松本勝次   | 10月19日       |
| 37 | 銭湯ってトレンディ                     | 中弘子       | 梅澤淳稔              | 松本勝次   | 10月19日       |
| 38 | 芸術の秋はイモ掘りの秋                 | 松井亜弥     | 幾原邦彦              | 青山充     | 10月26日       |
| 38 | いとしの不良牛様                       | 松井亜弥     | 幾原邦彦              | 青山充     | 10月26日       |
| 39 | 葵のサングラスを狙え                   | まるおけいこ | 遠藤勇二              | 安藤正浩   | 11月2日        |
| 39 | わぴこ恋になやむ?                      | まるおけいこ | 遠藤勇二              | 入好さとる | 11月2日        |
| 40 | 秀ちゃんに告白タイム                   | 中弘子       | 佐藤順一              | 松本清     | 11月9日        |
| 40 | あたるあたる大予言                     | 中弘子       | 佐藤順一              | 松本清     | 11月9日        |
| 41 | マツタケ欲しい作戦                     | まるおけいこ | 小坂春女              | 松本勝次   | 11月16日       |
| 41 | 誘拐されたサメさん                     | まるおけいこ | 小坂春女              | 松本勝次   | 11月16日       |
| 42 | きんろー感謝って何?                    | 中弘子       | 山吉康夫              | 夏目久仁彦 | 11月23日       |
| 42 | ぎょぴのパパとママ                     | 中弘子       | 山吉康夫              | 夏目久仁彦 | 11月23日       |
| 43 | ぎょぴ太郎のオニ退治                   | 松井亜弥     | 幾原邦彦              | 只野和子   | 11月30日       |
| 43 | メカ田中山の大逆襲                     | 松井亜弥     | 幾原邦彦              | 松下浩美   | 11月30日       |
| 44 | めざせ! バレエの星                     | まるおけいこ | 遠藤勇二              | 青山充     | 12月7日        |
| 44 | 謎の少年、青バラの君                   | まるおけいこ | 遠藤勇二              | 青山充     | 12月7日        |
| 45 | 最高! イナ中手帳                       | 中弘子       | 佐藤順一              | 入好さとる | 12月14日       |
| 45 | 先生は通知表が大キライ                 | 中弘子       | 佐藤順一              | 安藤正浩   | 12月14日       |
| 46 | ぎょぴちゃんのサンタ                   | まるおけいこ | 小坂春女              | 松本清     | 12月21日       |
| 46 | ろまんちっくXマス                      | まるおけいこ | 小坂春女              | 松本清     | 12月21日       |
| 47 | 大雪ふっても雪あそび                   | 中弘子       | 山吉康夫              | 夏目久仁彦 | 1992年 1月11日 |
| 47 | ちーちゃんに悪夢を                     | 中弘子       | 山吉康夫              | 夏目久仁彦 | 1992年 1月11日 |
| 48 | 走れ! ちーちゃん                       | まるおけいこ | 宇田鋼之介            | 松本勝次   | 1月18日        |
| 48 | ぎょぴとわぴこのお約束                 | まるおけいこ | 宇田鋼之介            | 松本勝次   | 1月18日        |
| 49 | 学園新聞に気をつけろ                   | 中弘子       | 幾原邦彦              | 松本清     | 1月25日        |
| 49 | 不良牛マジメになる                     | 中弘子       | 幾原邦彦              | 青山充     | 1月25日        |
| 50 | スーパー人質わぴこ                     | まるおけいこ | 遠藤勇二              | 只野和子   | 2月1日         |
| 50 | 映画スターちーちゃん                   | まるおけいこ | 遠藤勇二              | 松下浩美   | 2月1日         |
| 51 | バレンタインは恐いよ                   | 中弘子       | 小坂春女              | 安藤正浩   | 2月8日         |
| 51 | 葵ちゃんお別れの日                     | 中弘子       | 小坂春女              | 青山充     | 2月8日         |
| 52 | ヘアデザイナー千歳                     | 松井亜弥     | 山吉康夫              | 夏目久仁彦 | 2月15日        |
| 52 | ぎょぴちゃんは宇宙人                   | 松井亜弥     | 山吉康夫              | 夏目久仁彦 | 2月15日        |
| 53 | わぴこのかけおち騒動                   | 中弘子       | 遠藤勇二              | 松本勝次   | 2月22日        |
| 53 | ラブユー田中山さん                     | 中弘子       | 遠藤勇二              | 松本清     | 2月22日        |
| 54 | ひな祭りは体力よ                       | まるおけいこ | 幾原邦彦              | 安藤正浩   | 2月29日        |
| 54 | さよなら! わぴこちゃん                 | まるおけいこ | 幾原邦彦              | 入好さとる | 2月29日        |

### 主題歌

#### オープニングテーマ
1. 「わぴこ元気予報!」（日本コロムビア）
作詞 - 岸田るみ子 / 作曲 - 小坂明子 / 編曲 - 三国義貴 / 歌 - 内田順子

#### エンディングテーマ
1. 「スーパーきんぎょ」(第1 - 26回)（日本コロムビア）
作詞 - 岸田るみ子 / 作曲 - 矢代恒彦 / 編曲 - 三国義貴 / 歌 - 内田順子
2. 「ぎょっぴーダンス」(第27 - 54回)（日本コロムビア）
作詞・作曲 - 小坂明子 / 編曲 - 有澤孝紀 / 歌 - 内田順子

※第26回まで使われた前期ED映像では、画面構成の都合により歌詞テロップが割愛されている。クレジットの書体は当初は手書きだったが第19回より丸ゴシックに変更された。

#### 挿入歌
（五十音順）
1. 「仰げばきんぎょ」
作詞 - 青木久美子 / 作曲・編曲 - 赤坂東児 / 歌 - 松島みのり、かないみか、高田由美、飛田展男、塩屋翼
2. 「あなたが好き」
作詞 - まるおけいこ / 作曲・編曲 - 有澤孝紀 / 歌 - 斉藤小百合
3. 「遠足に行きた〜い!!」
作詞 - まるおけいこ / 作曲・編曲 - 有澤孝紀 / 歌 - 内田順子 / コーラス - かないみか、松島みのり、高田由美、飛田展男、塩屋翼
4. 「遠足に行きた〜い!（ダンス・バージョン）」
作詞 - まるおけいこ / 作曲・編曲 - 有澤孝紀 / 歌 - 内田順子
5. 「おいしいピクニック」
作詞 - 青木久美子 / 作曲・編曲 - 有澤孝紀 / 歌 - 松島みのり、かないみか、高田由美、飛田展男、塩屋翼
6. 「オイラはイナ中の超アイドル」
作詞 - 松井亜弥 / 作曲・編曲 - 有澤孝紀 / 歌 - 内田順子 セリフ - 掛川裕彦
7. 「頑張れ! バーニー・ブラザーズ」
作詞 - 松井亜弥 / 作曲・編曲 - 赤坂東児 / 歌 - 掛川裕彦、松野太紀
8. 「ぎょぴちゃん十ヶ条」
作詞・作曲 - 小坂明子 / 編曲 - 小坂潔 / 歌 - 内田順子、松島みのり
9. 「サイコー! バケイション」
作詞・作曲 - 小坂明子 / 編曲 - 小坂潔 / 歌 - 内田順子
10. 「さくら・3月・おともだち」
作詞・作曲 - 小坂明子 / 編曲 - 小坂潔 / 歌 - 内田順子
11. 「サンタの贈り物」
作詞・作曲 - 小坂明子 / 編曲 - 有澤孝紀 / 歌 - かないみか、松島みのり、高田由美、飛田展男、塩屋翼
12. 「たのしい誕生日」
作詞・作曲 - 小坂明子 / 編曲 - 有澤孝紀 / 歌 - 内田順子
13. 「パクきんララバイ」
作詞・作曲 - 小坂明子 / 編曲 - 赤坂東児 / 歌 - 内田順子
14. 「みんなでROCK!」
作詞 - 星野らんちゅう[8] / 作曲・編曲 - 矢代恒彦 / 歌 - かないみか
15. 「わぴこの学問のススメ」
作詞 - 松井亜弥、有澤孝紀 / 作曲 - 有澤孝紀 / 歌 - かないみか
16. 「わぴこちゃん音頭」
作詞 - そのべかずのり / 作曲 - 赤坂東児 / 編曲 - 牧野三朗 / 歌 - かないみか / コーラス - SHINES
17. 「わぴこメイト行進曲」
作詞・作曲 - 小坂明子 / 編曲 - 有澤孝紀 / 歌 - 内田順子 / コーラス - おさわがせシスターズ

### 放送局
太字は同時ネットで放送。
| 放送対象地域  | 放送局                                   | 系列                                         | 放送時間                                          | 備考                      |
| ------------- | ---------------------------------------- | -------------------------------------------- | ------------------------------------------------- | ------------------------- |
| 関東広域圏    | テレビ朝日                               | テレビ朝日系列                               | 土曜 19:00 - 19:30                                | 制作局                    |
| 北海道        | 北海道テレビ                             | テレビ朝日系列                               | 土曜 19:00 - 19:30                                |                           |
| 青森県        | 青森朝日放送                             | テレビ朝日系列                               | 土曜 19:00 - 19:30                                | 1991年10月開局から        |
| 岩手県        | 岩手放送                                 | TBS系列                                      | 月曜 - 木曜 6:00 - 6:30                           | 現社名は「IBC岩手放送」。 |
| 宮城県        | 東日本放送                               | テレビ朝日系列                               | 土曜 19:00 - 19:30                                |                           |
| 秋田県        | 秋田放送                                 | 日本テレビ系列                               | 日曜 17:00 - 17:30                                | [ 注 2 ]                  |
| 山形県        | 山形放送                                 | 日本テレビ系列                               | 水曜 17:30 - 18:00                                | [ 注 3 ]                  |
| 福島県        | 福島放送                                 | テレビ朝日系列                               | 土曜 19:00 - 19:30                                |                           |
| 新潟県        | 新潟テレビ21                             | テレビ朝日系列                               | 土曜 19:00 - 19:30                                |                           |
| 長野県        | 長野朝日放送                             | テレビ朝日系列                               | 土曜 19:00 - 19:30                                | 1991年4月開局から         |
| 山梨県        | テレビ山梨                               | TBS系列                                      | 火曜 15:55 - 16:25                                |                           |
| 石川県        | 北陸朝日放送                             | テレビ朝日系列                               | 土曜 19:00 - 19:30                                | 1991年10月開局から        |
| 福井県        | 福井テレビ                               | フジテレビ系列                               | 金曜 16:25 - 16:55 （最終回は月曜 16:25 - 16:55） | 1992年10月5日まで放送     |
| 静岡県        | 静岡けんみんテレビ（現・静岡朝日テレビ） | テレビ朝日系列                               | 土曜 19:00 - 19:30                                |                           |
| 中京広域圏    | 名古屋テレビ                             | テレビ朝日系列                               | 土曜 19:00 - 19:30                                |                           |
| 近畿広域圏    | 朝日放送（現・朝日放送テレビ）           | テレビ朝日系列                               | 土曜 19:00 - 19:30                                |                           |
| 香川県 岡山県 | 瀬戸内海放送                             | テレビ朝日系列                               | 土曜 19:00 - 19:30                                |                           |
| 広島県        | 広島ホームテレビ                         | テレビ朝日系列                               | 土曜 19:00 - 19:30                                |                           |
| 徳島県        | 四国放送                                 | 日本テレビ系列                               | （遅れネット）                                    |                           |
| 福岡県        | 九州朝日放送                             | テレビ朝日系列                               | 土曜 19:00 - 19:30                                |                           |
| 長崎県        | 長崎文化放送                             | テレビ朝日系列                               | 土曜 19:00 - 19:30                                |                           |
| 熊本県        | 熊本朝日放送                             | テレビ朝日系列                               | 土曜 19:00 - 19:30                                |                           |
| 大分県        | テレビ大分                               | フジテレビ系列 日本テレビ系列                | （遅れネット）                                    |                           |
| 宮崎県        | テレビ宮崎                               | フジテレビ系列 日本テレビ系列 テレビ朝日系列 | （遅れネット）                                    |                           |
| 鹿児島県      | 鹿児島放送                               | テレビ朝日系列                               | 土曜 19:00 - 19:30                                |                           |

平均視聴率：10.6% 最高視聴率：15.1% 最低視聴率：5.0%
テレビ朝日系列局でも、他系列を優先ネットとするクロスネット局では、山形放送・テレビ大分・テレビ宮崎の3局に留まり、いずれも優先ネットとする系列の番組を同時ネットしたため遅れネットとなった。また、同地域の競合系列外局への放映移譲も福井県（福井テレビ）で行われたのみだった。
山口県では1993年10月に開局した山口朝日放送が本放送から2年半遅れで放送した。

## アニメ映画
『きんぎょ注意報!』
主題歌
オープニングテーマ「わぴこ元気予報!」
作詞 - 岸田るみ子 / 作曲 - 小坂明子 / 編曲 - 三国義貴 / 歌 - 内田順子
エンディングテーマ「わぴこメイト行進曲」
作詞・作曲 - 小坂明子 / 編曲 - 有澤孝紀 / 歌 - 内田順子、おさわがせシスターズ

## 書誌情報
- コミックス『きんぎょ注意報！』 講談社〈講談社コミックスなかよし〉: 全8巻
  1. 1989年10月6日発行、ISBN 4-06-178644-X、203ページ
  2. 1990年5月9日発行、ISBN 4-06-178659-8、206ページ
  3. 1990年11月6日発行、ISBN 4-06-178673-3、205ページ
  4. 1991年4月6日発行、ISBN 4-06-178685-7、197ページ
  5. 1991年10月5日発行、ISBN 4-06-178701-2、197ページ
  6. 1992年4月6日発行、ISBN 4-06-178713-6、197ページ
  7. 1992年12月5日発行、ISBN 4-06-178735-7、197ページ
  8. 1993年9月6日発行、ISBN 4-06-178759-4、227ページ
- コミックス『きんぎょ注意報！』新装版〈KCデラックス〉: 全7巻
  1. 2005年3月4日発行、ISBN 4-06-334982-9
  2. 2005年3月4日発行、ISBN 4-06-334983-7
  3. 2005年4月6日発行、ISBN 4-06-334985-3
  4. 2005年4月30日発行、ISBN 4-06-334998-5
  5. 2005年6月6日発行、ISBN 4-06-372023-3
  6. 2005年7月6日発行、ISBN 4-06-372033-0
  7. 2005年8月5日発行、ISBN 4-06-372048-9
- コミックス『きんぎょ注意報！』なかよし60周年記念版:全8巻
  1. 2015年7月3日発行、ISBN 978-4-06-377232-6
  2. 2015年7月3日発行、ISBN 978-4-06-377233-3
  3. 2015年7月3日発行、ISBN 978-4-06-377234-0
  4. 2015年8月6日発行、ISBN 978-4-06-377245-6
  5. 2015年8月6日発行、ISBN 978-4-06-377246-3
  6. 2015年8月6日発行、ISBN 978-4-06-377247-0
  7. 2015年9月5日発行、ISBN 978-4-06-377259-3
  8. 2015年9月5日発行、ISBN 978-4-06-377260-9

## 関連商品

### CDアルバム
- 『きんぎょ注意報! 学校大好きっ!!』（COCC-6434）1990年7月1日発売、生産完了
  - アニメスタート前に発売されたイメージアルバム。WAHAHA本舗のメンバー（婦人部・電脳芸者ガールズ）が参加しており、柴田理恵や久本雅美、渡辺信子、中山宏子の4名がボーカルを担当した。
- 『きんぎょ注意報! BGM集』（COCC-7244）1991年2月21日発売、生産完了
  - 『ANIMEX1200シリーズ103 きんぎょ注意報! BGM集』（COCC-72103）2005年3月23日発売
- 『きんぎょ注意報! Vol.2 新田舎ノ中へおいでよっ!!』（COCC-7359）1991年3月21日発売、生産完了
  - 『学校大好きっ!!』の続編にあたる。
- 『きんぎょ注意報! ヒット曲集』（COCC-7463）1991年4月21日発売、生産完了
- 『きんぎょ注意報! ぎょっぴー☆クリスマス』（COZC-7/8）1991年11月21日発売、生産完了
- 『きんぎょ注意報!全曲集〜きんぎょ鉢』（COCC-10196/7）1992年10月1日発売、生産完了
- 『きんぎょ注意報! 学校で遊んじゃえっ!!』（COCC-9605）1992年3月1日発売、生産完了

### CDシングル
- 「わぴこ元気予報!/スーパーきんぎょ」（CODC-8652）1991年1月21日発売、生産完了
- 「ぎょっぴーダンス/わぴこメイト行進曲」（CODC-8785）1991年8月21日発売、生産完了

### ゲーム
- ゲームボーイ版「きんぎょ注意報! わぴこのわくわくスタンプラリー」（ユタカ、1991年12月14日）　ゲーム内容はミニゲーム集であり、ミニゲームをクリアしてスタンプを集めるのが目的。難易度は低年齢向けだが、一部のゲームは完全に運頼みである[13]。
- ゲームボーイ版「きんぎょ注意報!2 ぎょぴちゃんをさがせ!」（ビーアイ、1992年11月27日）
- スーパーファミコン版「きんぎょ注意報! とびだせ!ゲーム学園」（ジャレコ、1994年3月18日発売） - 3人同時プレイが可能なパーティゲーム。

### VHS
- 「きんぎょ注意報!」VHS 全13巻 1992年8月25日〜1993年9月25日発売、現在は廃盤

### DVD・Blu-ray
- 「きんぎょ注意報!DVD-BOX」(FCBC-9002) 2005年3月25日発売、現在は廃盤
- 「きんぎょ注意報!」DVDメモリアルパック 2014年9月24日発売
- 「きんぎょ注意報! Blu-ray BOX」(FFXC-9027)2020年4月24日発売

### ぬいぐるみ
アニメ化以前から、当時存在したキャラクターグッズ専門店「メッカ原宿」においてぬいぐるみが販売されていた。このぬいぐるみのヒットが、アニメ化が企画される要因になったといわれている。